# Phaenotropis
Phaenotropis is een geslacht van wantsen uit de familie van de Tingidae (Netwantsen). Het geslacht werd voor het eerst wetenschappelijk beschreven door Géza Horváth in 1906.

## Soorten
Het genus bevat de volgende soorten:

- Phaenotropis cleopatra (Horváth, 1905)
- Phaenotropis eckerleini (Wagner, 1974)
- Phaenotropis kobachidzei Golub, 2005
- Phaenotropis parvula (Signoret, 1865)
- Phaenotropis pericarti Duarte Rodrigues, 1986